# Исаковка (приток Куреи)
Исаковка — река в России, протекает по территории Струго-Красненского района Псковской области. Берёт своё начало у деревни Горушка, ниже по течению на реке расположен населённый пункт Владимирский Лагерь. Устье реки находится в 54 км по левому берегу реки Курея. Длина Исаковки составляет 8,4 км.

## Данные водного реестра
По данным государственного водного реестра России относится к Балтийскому бассейновому округу, водохозяйственный участок реки — Нарва. Относится к речному бассейну реки Нарва (российская часть бассейна).
Код объекта в государственном водном реестре — 01030000412102000026772.